# Papelón
Papelón è un comune del Venezuela situato nello Stato di Portuguesa.
Il capoluogo del comune è la città di Papelón.